# Temporada 1992-93 de los Philadelphia 76ers
La temporada 1992-93 fue la cuadragésimo cuarta de los Philadelphia 76ers en la NBA, y la trigésima en Filadelfia, Pensilvania, tras haber jugado hasta entonces en Syracuse bajo el nombre de Syracuse Nationals. La temporada regular acabó con 26 victorias y 56 derrotas, ocupando el decimotercer puesto de la conferencia Este, no logrando clasificarse para los playoffs.

## Elecciones en elDraft
| Ronda | Puesto | Jugador               | Posición  | Nacionalidad   | Universidad   |
| ----- | ------ | --------------------- | --------- | -------------- | ------------- |
| 1     | 9      | Clarence Weatherspoon | Ala-Pívot | Estados Unidos | Southern Miss |

## Temporada regular
| División Atlántico | División Atlántico | División Atlántico | División Atlántico | División Atlántico | División Atlántico | División Atlántico | División Atlántico | División Atlántico |
| Equipo             | G                  | P                  | %                  | PD                 | Casa               | Fuera              | Div                |                    |
| ------------------ | ------------------ | ------------------ | ------------------ | ------------------ | ------------------ | ------------------ | ------------------ | ------------------ |
| y-New York Knicks  | 60                 | 22                 | .732               | —                  | 37–4               | 23–18              | 23–5               |                    |
| x-Boston Celtics   | 48                 | 34                 | .585               | 12                 | 28–13              | 20–21              | 19–9               |                    |
| x-New Jersey Nets  | 43                 | 39                 | .524               | 17                 | 26–15              | 17–24              | 14–14              |                    |
| Orlando Magic      | 41                 | 41                 | .500               | 19                 | 27–14              | 14–27              | 15–13              |                    |
| Miami Heat         | 36                 | 46                 | .439               | 24                 | 26–15              | 10–31              | 9–19               |                    |
| Philadelphia 76ers | 26                 | 56                 | .317               | 34                 | 15–26              | 11–30              | 11–17              |                    |
| Washington Bullets | 22                 | 60                 | .268               | 38                 | 15–26              | 7–34               | 7–21               |                    |

## Estadísticas

### Temporada regular
| Rk | Jugador               | Edad | P  | PT | MP   | TC  | TCI  | %TC  | T3  | T3I | %T3  | TL  | TLI | %TL   | RO  | RD  | RT  | AS  | RB  | TAP | BP  | FP  | PTS  |
| -- | --------------------- | ---- | -- | -- | ---- | --- | ---- | ---- | --- | --- | ---- | --- | --- | ----- | --- | --- | --- | --- | --- | --- | --- | --- | ---- |
| 1  | Hersey Hawkins        | 26   | 81 | 81 | 36.8 | 6.8 | 14.5 | .470 | 1.5 | 3.8 | .397 | 5.2 | 6.0 | .860  | 1.1 | 3.1 | 4.3 | 3.9 | 1.7 | 0.4 | 2.2 | 2.3 | 20.3 |
| 2  | Jeff Hornacek         | 29   | 79 | 78 | 36.2 | 7.4 | 15.7 | .470 | 1.2 | 3.2 | .390 | 3.2 | 3.7 | .865  | 1.1 | 3.3 | 4.3 | 6.9 | 1.7 | 0.3 | 2.8 | 2.6 | 19.1 |
| 3  | Clarence Weatherspoon | 22   | 82 | 82 | 32.4 | 6.0 | 12.8 | .469 | 0.0 | 0.0 | .250 | 3.5 | 5.0 | .713  | 2.2 | 5.0 | 7.2 | 1.8 | 1.0 | 0.8 | 2.1 | 2.3 | 15.6 |
| 4  | Thomas Jordan         | 24   | 4  | 0  | 26.5 | 4.5 | 10.3 | .439 | 0.0 | 0.0 |      | 2.0 | 4.3 | .471  | 1.3 | 3.5 | 4.8 | 0.8 | 0.8 | 1.3 | 3.0 | 3.5 | 11.0 |
| 5  | Tim Perry             | 27   | 81 | 51 | 26.0 | 3.5 | 7.6  | .468 | 0.1 | 0.6 | .204 | 1.8 | 2.6 | .710  | 1.9 | 3.1 | 5.0 | 1.6 | 0.5 | 1.1 | 1.5 | 2.0 | 9.0  |
| 6  | Andrew Lang           | 26   | 73 | 59 | 25.5 | 2.0 | 4.8  | .425 | 0.0 | 0.1 | .200 | 1.2 | 1.6 | .763  | 1.9 | 4.1 | 6.0 | 1.1 | 0.6 | 1.9 | 1.2 | 3.6 | 5.3  |
| 7  | Armen Gilliam         | 28   | 80 | 26 | 21.8 | 4.5 | 9.7  | .464 | 0.0 | 0.0 | .000 | 3.4 | 4.1 | .843  | 1.7 | 4.2 | 5.9 | 1.5 | 0.5 | 0.7 | 2.0 | 1.5 | 12.4 |
| 8  | Johnny Dawkins        | 29   | 74 | 10 | 21.6 | 3.5 | 8.0  | .437 | 0.4 | 1.1 | .310 | 1.5 | 1.9 | .796  | 0.4 | 1.4 | 1.8 | 4.6 | 1.1 | 0.1 | 1.6 | 1.2 | 8.9  |
| 9  | Ron Anderson          | 34   | 69 | 0  | 18.3 | 3.3 | 7.9  | .414 | 0.6 | 1.7 | .325 | 1.0 | 1.3 | .809  | 0.9 | 1.8 | 2.7 | 1.3 | 0.4 | 0.1 | 0.9 | 1.1 | 8.1  |
| 10 | Manute Bol            | 30   | 58 | 23 | 14.7 | 0.9 | 2.2  | .409 | 0.2 | 0.6 | .313 | 0.2 | 0.3 | .632  | 0.8 | 2.6 | 3.3 | 0.3 | 0.2 | 2.1 | 0.9 | 1.5 | 2.2  |
| 11 | Greg Grant            | 26   | 72 | 0  | 13.8 | 1.1 | 3.1  | .350 | 0.3 | 0.9 | .294 | 0.3 | 0.4 | .645  | 0.3 | 0.6 | 0.9 | 2.9 | 0.6 | 0.0 | 0.8 | 1.0 | 2.7  |
| 12 | Kenny Payne           | 26   | 13 | 0  | 11.8 | 2.9 | 6.9  | .422 | 0.3 | 1.4 | .222 | 0.3 | 0.3 | 1.000 | 0.3 | 1.5 | 1.8 | 1.4 | 0.4 | 0.2 | 0.5 | 1.2 | 6.5  |
| 13 | Charles Shackleford   | 26   | 48 | 0  | 11.8 | 1.7 | 3.4  | .488 | 0.0 | 0.0 | .000 | 0.6 | 1.0 | .633  | 1.4 | 2.9 | 4.3 | 0.5 | 0.3 | 0.5 | 0.8 | 1.9 | 4.0  |
| 14 | Eddie Lee Wilkins     | 30   | 26 | 0  | 7.4  | 2.1 | 3.7  | .567 | 0.0 | 0.1 | .000 | 1.8 | 3.0 | .615  | 0.5 | 1.0 | 1.5 | 0.1 | 0.3 | 0.0 | 0.7 | 1.3 | 6.1  |

## Galardones y récords
| Jugador               | Galardón                                |
| Clarence Weatherspoon | 2.º Mejor quinteto de rookies de la NBA |